# Grenze zwischen Polen und der Slowakei

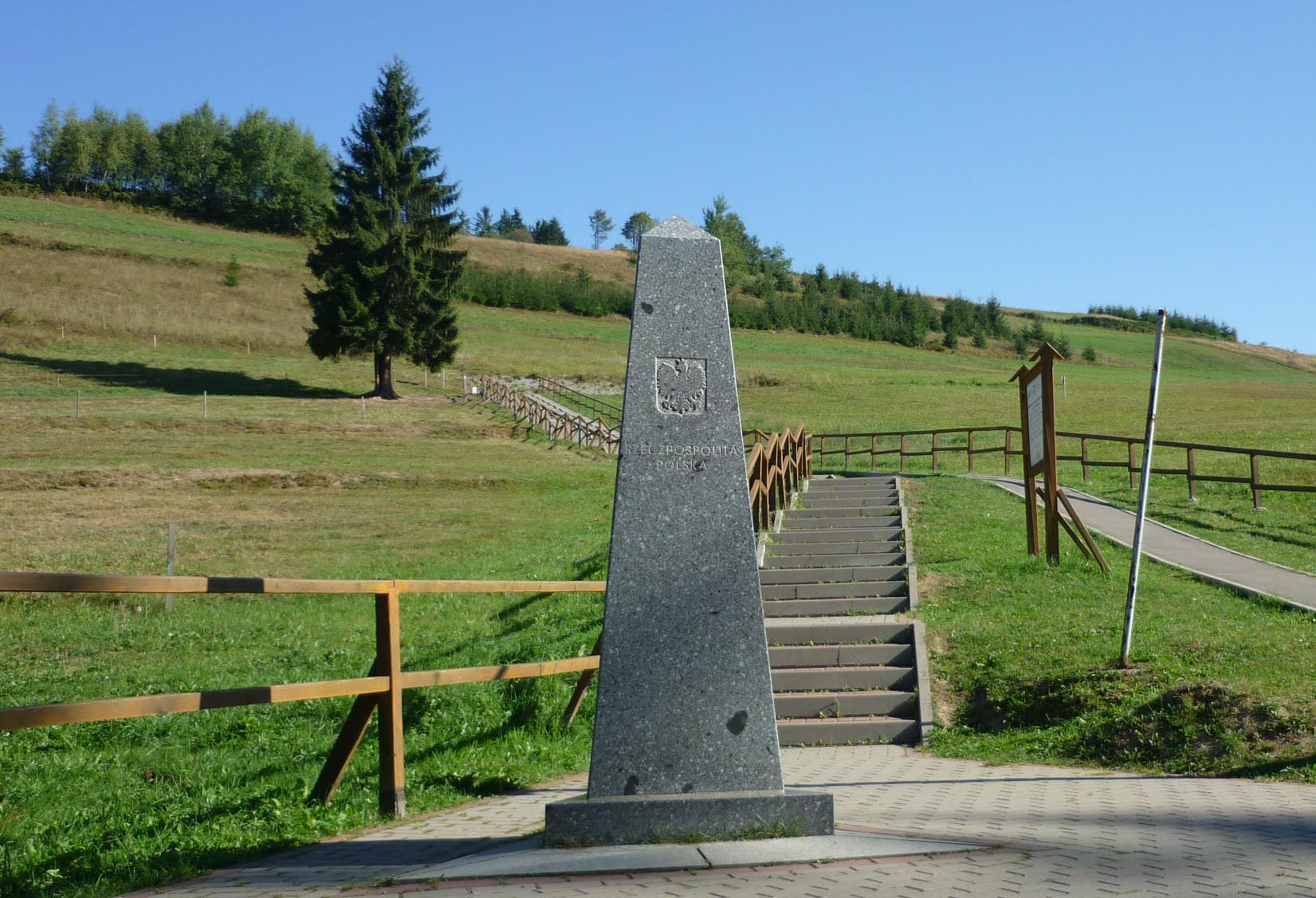
Dreiländereck Polen-Tschechien-Slowakei

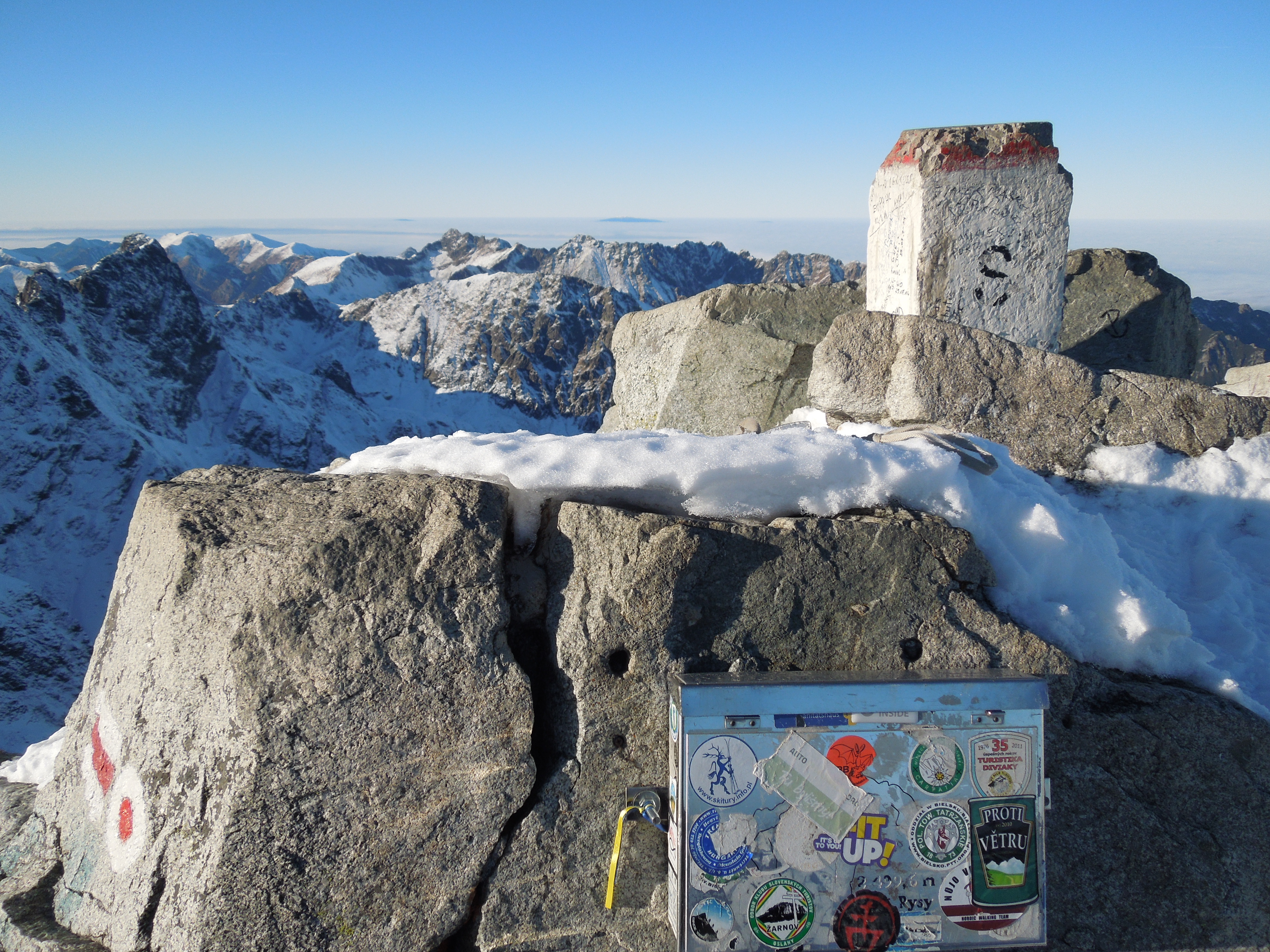
Grenzstein am Rysy in der Hohen Tatra

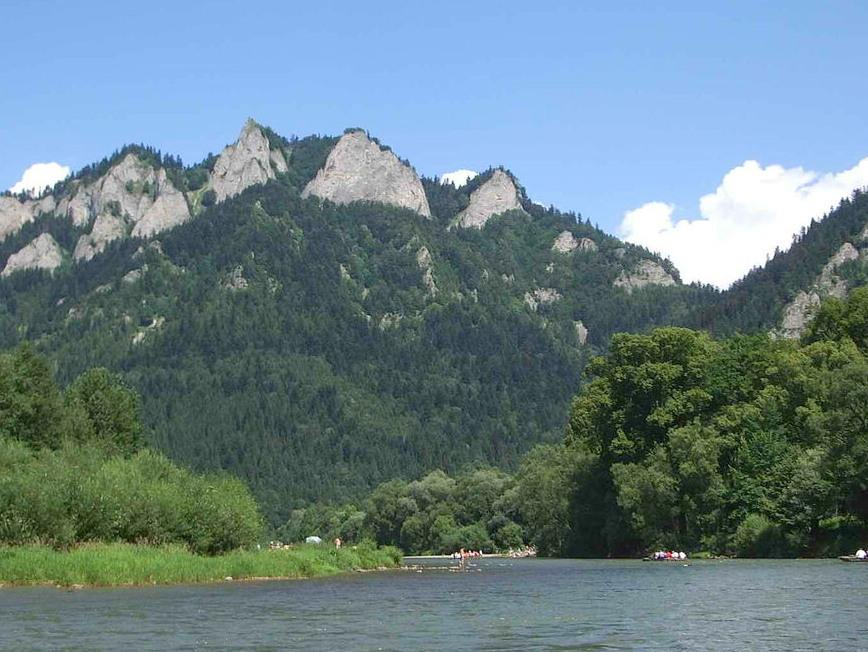
Dunajec-Durchbruch unterhalb des Bergs Trzy Korony in den Pieninen

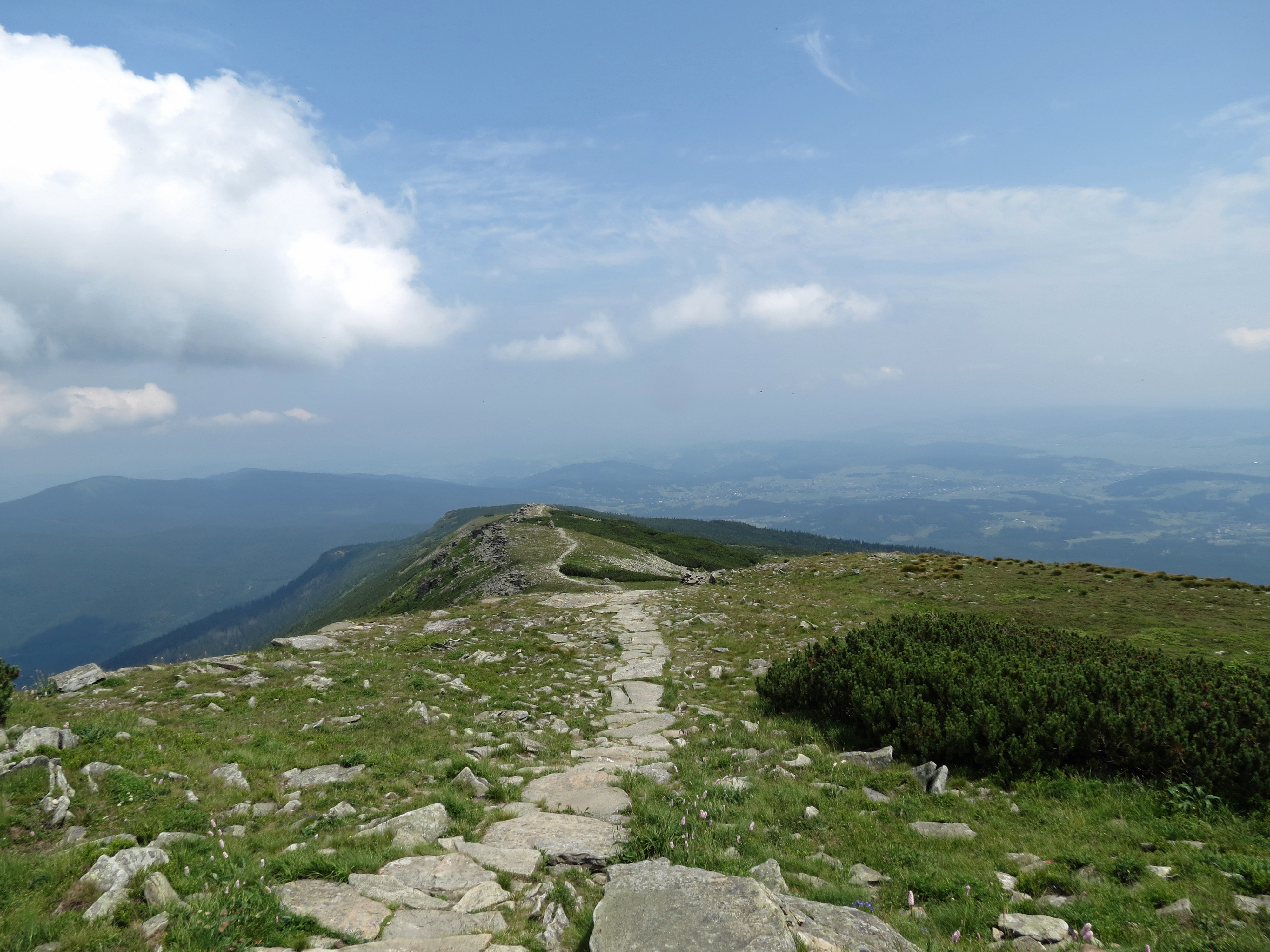
Babia Góra

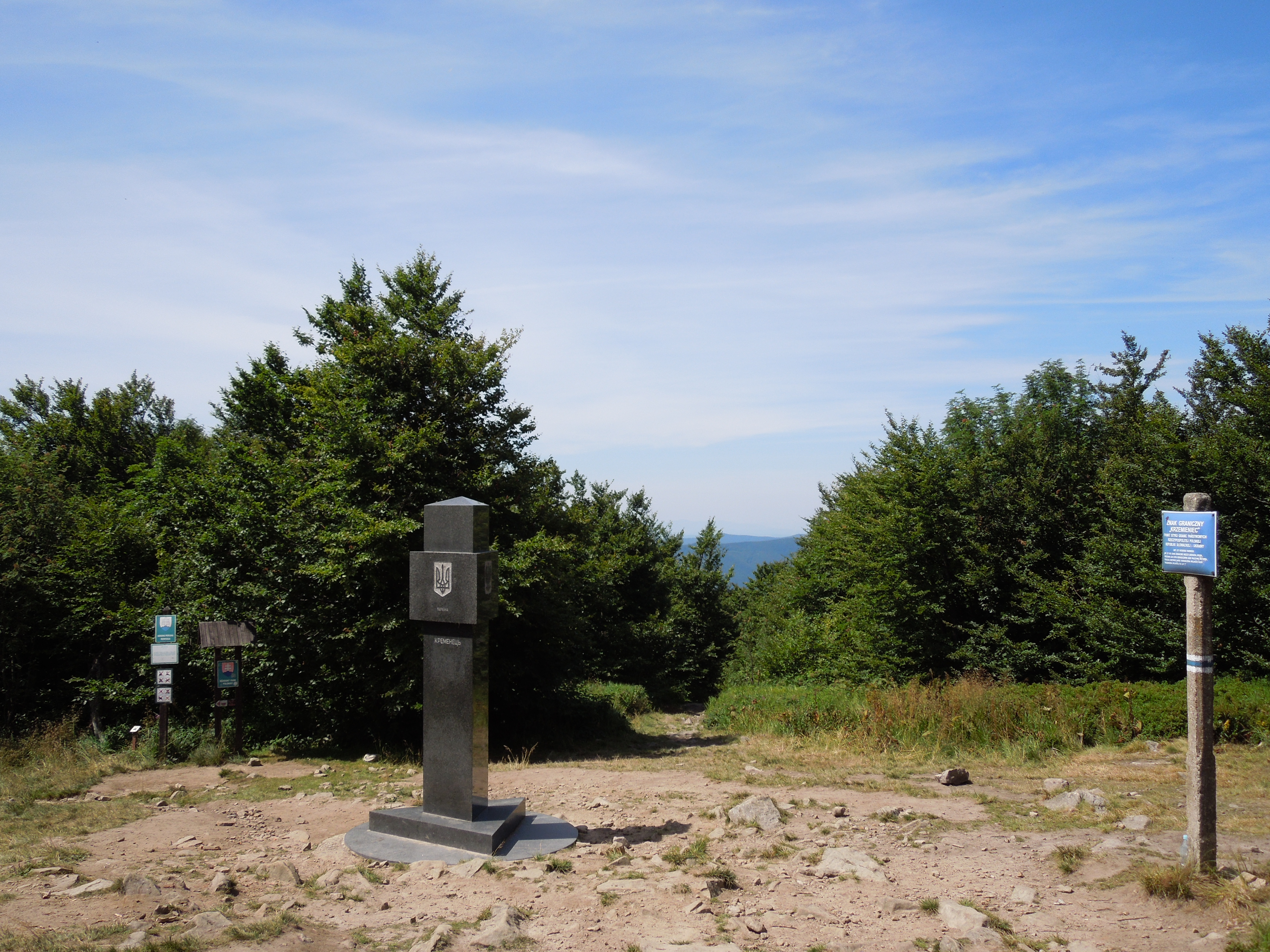
Dreiländereck Polen-Slowakei-Ukraine

Die Grenze zwischen Polen und der Slowakei hat eine Länge von 541,1 km, wobei 105 km auf Flussgrenzen entfallen.

## Verlauf
Die Grenze verläuft generell in West-Ost-Richtung und beginnt am Dreiländereck Polen-Slowakei-Tschechien nahe Čierne / Jaworzynka in den Westbeskiden und trennt zuerst die historischen Regionen Kysuce und Orava von Schlesien auseinander. Ungefähr ab dem Berg Babia Góra teilt die Grenze die historische Region Orava in den polnischen und slowakischen Teil. Nach dem Abschnitt durch den Orava-Talkessel, am Orava-Stausee vorbei, erreicht die Grenze zuerst das Vorgebirge, dann den Hauptkamm der Tatra, die sowohl für Polen als auch für die Slowakei die höchstgelegenen Grenzabschnitte darstellen, mit Höhen von bis zu 2499 m am Berg Rysy. Danach verläuft die Grenze durch die historische Landschaft Zips, dann durch die Schlucht des Dunajec in den Pieninen und nach einem weiteren Gebirgsabschnitt am Fluss Poprad zwischen Piwniczna und Muszyna. Der Ostabschnitt verläuft am Hauptkamm der Niederen Beskiden durch den Dujavapass, Duklapass, Čertižnépass und Lupkówpass in die Waldkarpaten (PL: Bieszczady, SK: Bukovské vrchy), wo die Grenze am Dreiländereck Polen-Slowakei-Ukraine unterhalb des Bergs Kremenez endet.
Die angrenzenden Verwaltungseinheiten sind die Woiwodschaften Schlesien, Kleinpolen und Karpatenvorland in Polen sowie der Žilinský kraj und Prešovský kraj in der Slowakei.

## Gemeinden an der Staatsgrenze (von West nach Ost)

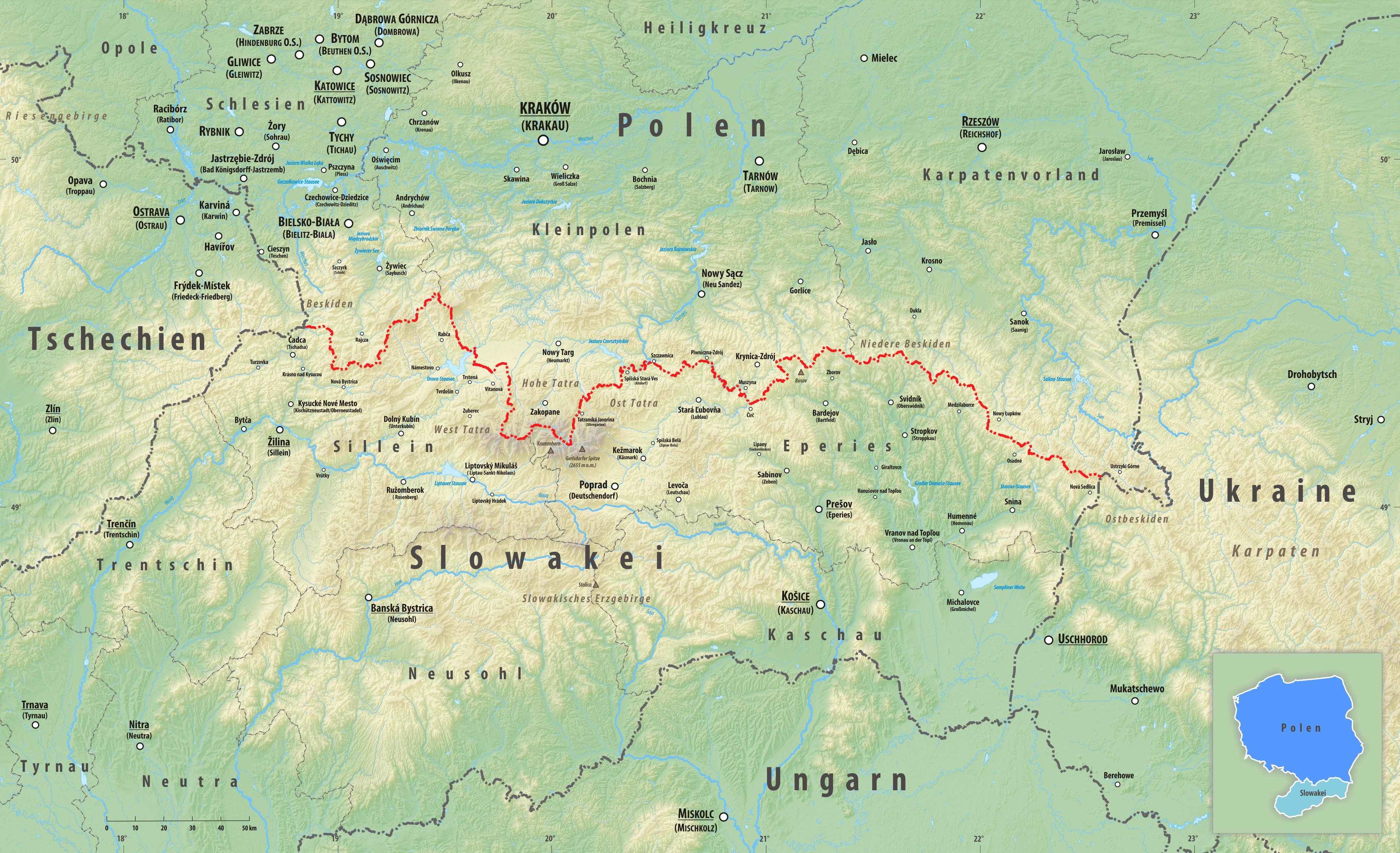
Grenzverlauf Polen-Slowakei

| S L O W A K E I          | S L O W A K E I      | S L O W A K E I         | S L O W A K E I         | S L O W A K E I  |                               | P O L E N        | P O L E N                      | P O L E N        | P O L E N          | P O L E N                       |
| Kraj (Region)            | Okres (Bezirk)       |                         | Gemeinde                | Grenz- übertritt |                               | Grenz- übertritt |                                | Gmina (Gemeinde) | Powiat (Landkreis) | Województwo (Verwaltungsbezirk) |
| ------------------------ | -------------------- | ----------------------- | ----------------------- | ---------------- | ----------------------------- | ---------------- | ------------------------------ | ---------------- | ------------------ | ------------------------------- |
| Tschechien               |                      |                         |                         |                  |                               |                  |                                |                  |                    |                                 |
| Žilinský kraj (Sillein)  | Čadca (Tschadsa)     |                         | Čierne                  |                  | B e s k i d e n               |                  |                                | Istebna          | Cieszyński         | Sląskie (Schlesien)             |
| Žilinský kraj (Sillein)  | Čadca (Tschadsa)     | Skalité                 |                         |                  | B e s k i d e n               |                  |                                | Istebna          | Cieszyński         | Sląskie (Schlesien)             |
| Žilinský kraj (Sillein)  | Čadca (Tschadsa)     | Rajcza                  |                         |                  | B e s k i d e n               |                  |                                |                  | Cieszyński         | Sląskie (Schlesien)             |
| Žilinský kraj (Sillein)  | Čadca (Tschadsa)     | Oščadnica               |                         |                  | B e s k i d e n               |                  |                                |                  | Cieszyński         | Sląskie (Schlesien)             |
| Žilinský kraj (Sillein)  | Čadca (Tschadsa)     | Klubina                 |                         |                  | B e s k i d e n               |                  |                                |                  | Cieszyński         | Sląskie (Schlesien)             |
| Žilinský kraj (Sillein)  | Čadca (Tschadsa)     | Stará Bystrica          |                         |                  | B e s k i d e n               |                  |                                |                  | Cieszyński         | Sląskie (Schlesien)             |
| Žilinský kraj (Sillein)  | Čadca (Tschadsa)     | Nová Bystrica           |                         |                  | B e s k i d e n               |                  |                                |                  | Cieszyński         | Sląskie (Schlesien)             |
| Žilinský kraj (Sillein)  | Čadca (Tschadsa)     |                         |                         | Ujsoły           | B e s k i d e n               | Żywiecki         |                                |                  |                    | Sląskie (Schlesien)             |
| Žilinský kraj (Sillein)  | Námestovo            |                         | Oravská Lesná           | Ujsoły           | B e s k i d e n               | Żywiecki         |                                |                  |                    | Sląskie (Schlesien)             |
| Žilinský kraj (Sillein)  | Námestovo            | Zákamenné               |                         | Ujsoły           | B e s k i d e n               | Żywiecki         |                                |                  |                    | Sląskie (Schlesien)             |
| Žilinský kraj (Sillein)  | Námestovo            | Novoť                   |                         | Ujsoły           | B e s k i d e n               | Żywiecki         |                                |                  |                    | Sląskie (Schlesien)             |
| Žilinský kraj (Sillein)  | Námestovo            | Mútne                   |                         | Ujsoły           | B e s k i d e n               | Żywiecki         |                                |                  |                    | Sląskie (Schlesien)             |
| Žilinský kraj (Sillein)  | Námestovo            | Jeleśnia                |                         |                  | B e s k i d e n               | Żywiecki         |                                |                  |                    | Sląskie (Schlesien)             |
| Žilinský kraj (Sillein)  | Námestovo            | Oravská Lesná           |                         |                  | B e s k i d e n               | Żywiecki         |                                |                  |                    | Sląskie (Schlesien)             |
| Žilinský kraj (Sillein)  | Námestovo            | Zákamenné               |                         |                  | B e s k i d e n               | Żywiecki         |                                |                  |                    | Sląskie (Schlesien)             |
| Žilinský kraj (Sillein)  | Námestovo            | Novoť                   |                         |                  | B e s k i d e n               | Żywiecki         |                                |                  |                    | Sląskie (Schlesien)             |
| Žilinský kraj (Sillein)  | Námestovo            | Mútne                   |                         |                  | B e s k i d e n               | Żywiecki         |                                |                  |                    | Sląskie (Schlesien)             |
| Žilinský kraj (Sillein)  | Námestovo            | Oravské Veselé          |                         |                  | B e s k i d e n               | Żywiecki         |                                |                  |                    | Sląskie (Schlesien)             |
| Žilinský kraj (Sillein)  | Námestovo            | Námestovo               |                         |                  | B e s k i d e n               | Żywiecki         |                                |                  |                    | Sląskie (Schlesien)             |
| Žilinský kraj (Sillein)  | Námestovo            | Oravská Polhora         |                         |                  | B e s k i d e n               | Żywiecki         |                                |                  |                    | Sląskie (Schlesien)             |
| Žilinský kraj (Sillein)  | Námestovo            |                         |                         | Zawoja           | B e s k i d e n               | Suski            | Małopolskie (Kleinpolen)       |                  |                    |                                 |
| Žilinský kraj (Sillein)  | Námestovo            |                         |                         | Lipnica Wielka   | B e s k i d e n               | Nowotarski       | Małopolskie (Kleinpolen)       |                  |                    |                                 |
| Žilinský kraj (Sillein)  | Námestovo            | Rabčice                 |                         | Lipnica Wielka   | B e s k i d e n               | Nowotarski       | Małopolskie (Kleinpolen)       |                  |                    |                                 |
| Žilinský kraj (Sillein)  | Námestovo            | Bobrov                  |                         | Lipnica Wielka   | B e s k i d e n               | Nowotarski       | Małopolskie (Kleinpolen)       |                  |                    |                                 |
| Žilinský kraj (Sillein)  | Tvrdošín             |                         | Trstená                 | Lipnica Wielka   | B e s k i d e n               | Nowotarski       | Małopolskie (Kleinpolen)       |                  |                    |                                 |
| Žilinský kraj (Sillein)  | Tvrdošín             | Jabłonka                | Trstená                 |                  | B e s k i d e n               | Nowotarski       | Małopolskie (Kleinpolen)       |                  |                    |                                 |
| Žilinský kraj (Sillein)  | Tvrdošín             | Liesek                  |                         |                  | B e s k i d e n               | Nowotarski       | Małopolskie (Kleinpolen)       |                  |                    |                                 |
| Žilinský kraj (Sillein)  | Tvrdošín             | Hladovka                |                         |                  | B e s k i d e n               | Nowotarski       | Małopolskie (Kleinpolen)       |                  |                    |                                 |
| Žilinský kraj (Sillein)  | Tvrdošín             | Suchá Hora              |                         |                  | B e s k i d e n               | Nowotarski       | Małopolskie (Kleinpolen)       |                  |                    |                                 |
| Žilinský kraj (Sillein)  | Tvrdošín             | Czarny Dunajec          |                         |                  | B e s k i d e n               | Nowotarski       | Małopolskie (Kleinpolen)       |                  |                    |                                 |
| Žilinský kraj (Sillein)  | Tvrdošín             | Kościelisko             |                         |                  | B e s k i d e n               | Nowotarski       | Małopolskie (Kleinpolen)       |                  |                    |                                 |
| Žilinský kraj (Sillein)  | Tvrdošín             | Tvrdošín                |                         |                  | B e s k i d e n               | Nowotarski       | Małopolskie (Kleinpolen)       |                  |                    |                                 |
| Žilinský kraj (Sillein)  | Tvrdošín             | Vitanová                |                         |                  | B e s k i d e n               | Nowotarski       | Małopolskie (Kleinpolen)       |                  |                    |                                 |
| Žilinský kraj (Sillein)  | Tvrdošín             | Zuberec                 |                         |                  | B e s k i d e n               | Nowotarski       | Małopolskie (Kleinpolen)       |                  |                    |                                 |
| Žilinský kraj (Sillein)  | Liptovský Mikuláš    |                         | Jamník                  |                  | H o h e T a t r a             | Nowotarski       | Małopolskie (Kleinpolen)       |                  |                    |                                 |
| Žilinský kraj (Sillein)  | Liptovský Mikuláš    | Pribylina               |                         |                  | H o h e T a t r a             | Nowotarski       | Małopolskie (Kleinpolen)       |                  |                    |                                 |
| Prešovský kraj (Eperies) | Poprad               |                         | Vysoké Tatry            |                  | H o h e T a t r a             | Nowotarski       | Małopolskie (Kleinpolen)       |                  |                    |                                 |
| Prešovský kraj (Eperies) | Poprad               | Zakopane                | Vysoké Tatry            |                  | H o h e T a t r a             | Nowotarski       | Małopolskie (Kleinpolen)       |                  |                    |                                 |
| Prešovský kraj (Eperies) | Poprad               | Bukowina Tatrzańska     | Vysoké Tatry            |                  | H o h e T a t r a             | Nowotarski       | Małopolskie (Kleinpolen)       |                  |                    |                                 |
| Prešovský kraj (Eperies) | Poprad               | Tatranská Javorina      |                         |                  | H o h e T a t r a             | Nowotarski       | Małopolskie (Kleinpolen)       |                  |                    |                                 |
| Prešovský kraj (Eperies) | Kežmarok (Käsmark)   |                         | Osturňa                 |                  | H o h e T a t r a             | Nowotarski       | Małopolskie (Kleinpolen)       |                  |                    |                                 |
| Prešovský kraj (Eperies) | Kežmarok (Käsmark)   | Łapsze Niżne            | Osturňa                 |                  | H o h e T a t r a             | Nowotarski       | Małopolskie (Kleinpolen)       |                  |                    |                                 |
| Prešovský kraj (Eperies) | Kežmarok (Käsmark)   | Veľká Franková          |                         |                  | H o h e T a t r a             | Nowotarski       | Małopolskie (Kleinpolen)       |                  |                    |                                 |
| Prešovský kraj (Eperies) | Kežmarok (Käsmark)   | Matiašovce              |                         |                  | H o h e T a t r a             | Nowotarski       | Małopolskie (Kleinpolen)       |                  |                    |                                 |
| Prešovský kraj (Eperies) | Kežmarok (Käsmark)   | Spišská Stará Ves       |                         |                  | H o h e T a t r a             | Nowotarski       | Małopolskie (Kleinpolen)       |                  |                    |                                 |
| Prešovský kraj (Eperies) | Kežmarok (Käsmark)   | D u n a j e c           |                         |                  | Czorsztyn                     | Nowotarski       | Małopolskie (Kleinpolen)       |                  |                    |                                 |
| Prešovský kraj (Eperies) | Kežmarok (Käsmark)   | D u n a j e c           | Majere                  |                  | Czorsztyn                     | Nowotarski       | Małopolskie (Kleinpolen)       |                  |                    |                                 |
| Prešovský kraj (Eperies) | Kežmarok (Käsmark)   | D u n a j e c           | Červený Kláštor         |                  | Czorsztyn                     | Nowotarski       | Małopolskie (Kleinpolen)       |                  |                    |                                 |
| Prešovský kraj (Eperies) | Kežmarok (Käsmark)   | D u n a j e c           | Lechnica                |                  | Czorsztyn                     | Nowotarski       | Małopolskie (Kleinpolen)       |                  |                    |                                 |
| Prešovský kraj (Eperies) | Stará Ľubovňa        | D u n a j e c           |                         | Lesnica          | Czorsztyn                     | Nowotarski       | Małopolskie (Kleinpolen)       |                  |                    |                                 |
| Prešovský kraj (Eperies) | Stará Ľubovňa        | D u n a j e c           | Krościenko nad Dunajcem | Lesnica          |                               | Nowotarski       | Małopolskie (Kleinpolen)       |                  |                    |                                 |
| Prešovský kraj (Eperies) | Stará Ľubovňa        | O s t T a t r a         |                         | Lesnica          |                               | Nowotarski       | Małopolskie (Kleinpolen)       | Szczawnica       |                    |                                 |
| Prešovský kraj (Eperies) | Stará Ľubovňa        | O s t T a t r a         | Veľký Lipník            |                  |                               | Nowotarski       | Małopolskie (Kleinpolen)       | Szczawnica       |                    |                                 |
| Prešovský kraj (Eperies) | Stará Ľubovňa        | O s t T a t r a         | Stráňany                |                  |                               | Nowotarski       | Małopolskie (Kleinpolen)       | Szczawnica       |                    |                                 |
| Prešovský kraj (Eperies) | Stará Ľubovňa        | O s t T a t r a         | Kamienka                |                  |                               | Nowotarski       | Małopolskie (Kleinpolen)       | Szczawnica       |                    |                                 |
| Prešovský kraj (Eperies) | Stará Ľubovňa        | O s t T a t r a         | Litmanová               |                  |                               | Nowotarski       | Małopolskie (Kleinpolen)       | Szczawnica       |                    |                                 |
| Prešovský kraj (Eperies) | Stará Ľubovňa        | O s t T a t r a         |                         |                  | Piwniczna-Zdrój               | Nowosądecki      | Małopolskie (Kleinpolen)       |                  |                    |                                 |
| Prešovský kraj (Eperies) | Stará Ľubovňa        | O s t T a t r a         | Jarabina                |                  | Piwniczna-Zdrój               | Nowosądecki      | Małopolskie (Kleinpolen)       |                  |                    |                                 |
| Prešovský kraj (Eperies) | Stará Ľubovňa        | O s t T a t r a         | Mníšek nad Popradom     |                  | Piwniczna-Zdrój               | Nowosądecki      | Małopolskie (Kleinpolen)       |                  |                    |                                 |
| Prešovský kraj (Eperies) | Stará Ľubovňa        | P o p r a d             |                         |                  | Piwniczna-Zdrój               | Nowosądecki      | Małopolskie (Kleinpolen)       |                  |                    |                                 |
| Prešovský kraj (Eperies) | Stará Ľubovňa        | Sulín                   |                         |                  | Piwniczna-Zdrój               | Nowosądecki      | Małopolskie (Kleinpolen)       |                  |                    |                                 |
| Prešovský kraj (Eperies) | Stará Ľubovňa        | Muszyna                 |                         |                  |                               | Nowosądecki      | Małopolskie (Kleinpolen)       |                  |                    |                                 |
| Prešovský kraj (Eperies) | Stará Ľubovňa        | Malý Lipník             |                         |                  |                               | Nowosądecki      | Małopolskie (Kleinpolen)       |                  |                    |                                 |
| Prešovský kraj (Eperies) | Stará Ľubovňa        | Legnava                 |                         |                  |                               | Nowosądecki      | Małopolskie (Kleinpolen)       |                  |                    |                                 |
| Prešovský kraj (Eperies) | Stará Ľubovňa        | Starina                 |                         |                  |                               | Nowosądecki      | Małopolskie (Kleinpolen)       |                  |                    |                                 |
| Prešovský kraj (Eperies) | Stará Ľubovňa        |                         |                         |                  |                               | Nowosądecki      | Małopolskie (Kleinpolen)       |                  |                    |                                 |
| Prešovský kraj (Eperies) | Stará Ľubovňa        | Orlov                   |                         |                  |                               | Nowosądecki      | Małopolskie (Kleinpolen)       |                  |                    |                                 |
| Prešovský kraj (Eperies) | Stará Ľubovňa        | P                       |                         |                  |                               | Nowosądecki      | Małopolskie (Kleinpolen)       |                  |                    |                                 |
| Prešovský kraj (Eperies) | Stará Ľubovňa        |                         | Čirč                    |                  | N i e d e r e B e s k i d e n | Nowosądecki      | Małopolskie (Kleinpolen)       |                  |                    |                                 |
| Prešovský kraj (Eperies) | Stará Ľubovňa        | Ruská Voľa nad Popradom |                         |                  | N i e d e r e B e s k i d e n | Nowosądecki      | Małopolskie (Kleinpolen)       |                  |                    |                                 |
| Prešovský kraj (Eperies) | Stará Ľubovňa        | Obručné                 |                         |                  | N i e d e r e B e s k i d e n | Nowosądecki      | Małopolskie (Kleinpolen)       |                  |                    |                                 |
| Prešovský kraj (Eperies) | Bardejov             |                         | Lenartov                |                  | N i e d e r e B e s k i d e n | Nowosądecki      | Małopolskie (Kleinpolen)       |                  |                    |                                 |
| Prešovský kraj (Eperies) | Bardejov             | Malcov                  |                         |                  | N i e d e r e B e s k i d e n | Nowosądecki      | Małopolskie (Kleinpolen)       |                  |                    |                                 |
| Prešovský kraj (Eperies) | Bardejov             | Snakov                  |                         |                  | N i e d e r e B e s k i d e n | Nowosądecki      | Małopolskie (Kleinpolen)       |                  |                    |                                 |
| Prešovský kraj (Eperies) | Bardejov             | Krynica-Zdrój           |                         |                  | N i e d e r e B e s k i d e n | Nowosądecki      | Małopolskie (Kleinpolen)       |                  |                    |                                 |
| Prešovský kraj (Eperies) | Bardejov             | Hrabské                 |                         |                  | N i e d e r e B e s k i d e n | Nowosądecki      | Małopolskie (Kleinpolen)       |                  |                    |                                 |
| Prešovský kraj (Eperies) | Bardejov             | Gerlachov               |                         |                  | N i e d e r e B e s k i d e n | Nowosądecki      | Małopolskie (Kleinpolen)       |                  |                    |                                 |
| Prešovský kraj (Eperies) | Bardejov             | Kurov                   |                         |                  | N i e d e r e B e s k i d e n | Nowosądecki      | Małopolskie (Kleinpolen)       |                  |                    |                                 |
| Prešovský kraj (Eperies) | Bardejov             | Gaboltov                |                         |                  | N i e d e r e B e s k i d e n | Nowosądecki      | Małopolskie (Kleinpolen)       |                  |                    |                                 |
| Prešovský kraj (Eperies) | Bardejov             | Petrová                 |                         |                  | N i e d e r e B e s k i d e n | Nowosądecki      | Małopolskie (Kleinpolen)       |                  |                    |                                 |
| Prešovský kraj (Eperies) | Bardejov             | Frička                  |                         |                  | N i e d e r e B e s k i d e n | Nowosądecki      | Małopolskie (Kleinpolen)       |                  |                    |                                 |
| Prešovský kraj (Eperies) | Bardejov             |                         |                         | Uście Gorlickie  | N i e d e r e B e s k i d e n | Gorlicki         | Małopolskie (Kleinpolen)       |                  |                    |                                 |
| Prešovský kraj (Eperies) | Bardejov             | Petrová                 |                         | Uście Gorlickie  | N i e d e r e B e s k i d e n | Gorlicki         | Małopolskie (Kleinpolen)       |                  |                    |                                 |
| Prešovský kraj (Eperies) | Bardejov             | Cigeľka                 |                         | Uście Gorlickie  | N i e d e r e B e s k i d e n | Gorlicki         | Małopolskie (Kleinpolen)       |                  |                    |                                 |
| Prešovský kraj (Eperies) | Bardejov             | Vyšný Tvarožec          |                         | Uście Gorlickie  | N i e d e r e B e s k i d e n | Gorlicki         | Małopolskie (Kleinpolen)       |                  |                    |                                 |
| Prešovský kraj (Eperies) | Bardejov             | Stebník                 |                         | Uście Gorlickie  | N i e d e r e B e s k i d e n | Gorlicki         | Małopolskie (Kleinpolen)       |                  |                    |                                 |
| Prešovský kraj (Eperies) | Bardejov             | Stebnícka Huta          |                         | Uście Gorlickie  | N i e d e r e B e s k i d e n | Gorlicki         | Małopolskie (Kleinpolen)       |                  |                    |                                 |
| Prešovský kraj (Eperies) | Bardejov             | Regetovka               |                         | Uście Gorlickie  | N i e d e r e B e s k i d e n | Gorlicki         | Małopolskie (Kleinpolen)       |                  |                    |                                 |
| Prešovský kraj (Eperies) | Bardejov             | Becherov                |                         | Uście Gorlickie  | N i e d e r e B e s k i d e n | Gorlicki         | Małopolskie (Kleinpolen)       |                  |                    |                                 |
| Prešovský kraj (Eperies) | Bardejov             | Ondavka                 |                         | Uście Gorlickie  | N i e d e r e B e s k i d e n | Gorlicki         | Małopolskie (Kleinpolen)       |                  |                    |                                 |
| Prešovský kraj (Eperies) | Bardejov             | Sękowa                  |                         |                  | N i e d e r e B e s k i d e n | Gorlicki         | Małopolskie (Kleinpolen)       |                  |                    |                                 |
| Prešovský kraj (Eperies) | Bardejov             | Vyšná Polianka          |                         |                  | N i e d e r e B e s k i d e n | Gorlicki         | Małopolskie (Kleinpolen)       |                  |                    |                                 |
| Prešovský kraj (Eperies) | Bardejov             | Varadka                 |                         |                  | N i e d e r e B e s k i d e n | Gorlicki         | Małopolskie (Kleinpolen)       |                  |                    |                                 |
| Prešovský kraj (Eperies) | Bardejov             |                         |                         | Krempna          | N i e d e r e B e s k i d e n | Jasielski        | Podkarpackie (Karpatenvorland) |                  |                    |                                 |
| Prešovský kraj (Eperies) | Bardejov             | Nižná Polianka          |                         | Krempna          | N i e d e r e B e s k i d e n | Jasielski        | Podkarpackie (Karpatenvorland) |                  |                    |                                 |
| Prešovský kraj (Eperies) | Bardejov             | Hutka                   |                         | Krempna          | N i e d e r e B e s k i d e n | Jasielski        | Podkarpackie (Karpatenvorland) |                  |                    |                                 |
| Prešovský kraj (Eperies) | Svidník              |                         | Vyšný Mirošov           | Krempna          | N i e d e r e B e s k i d e n | Jasielski        | Podkarpackie (Karpatenvorland) |                  |                    |                                 |
| Prešovský kraj (Eperies) | Svidník              | Roztoky                 |                         | Krempna          | N i e d e r e B e s k i d e n | Jasielski        | Podkarpackie (Karpatenvorland) |                  |                    |                                 |
| Prešovský kraj (Eperies) | Svidník              | Kečkovce                |                         | Krempna          | N i e d e r e B e s k i d e n | Jasielski        | Podkarpackie (Karpatenvorland) |                  |                    |                                 |
| Prešovský kraj (Eperies) | Svidník              | Havranec                |                         | Krempna          | N i e d e r e B e s k i d e n | Jasielski        | Podkarpackie (Karpatenvorland) |                  |                    |                                 |
| Prešovský kraj (Eperies) | Svidník              | Dlhoňa                  |                         | Krempna          | N i e d e r e B e s k i d e n | Jasielski        | Podkarpackie (Karpatenvorland) |                  |                    |                                 |
| Prešovský kraj (Eperies) | Svidník              | Vyšná Pisaná            |                         | Krempna          | N i e d e r e B e s k i d e n | Jasielski        | Podkarpackie (Karpatenvorland) |                  |                    |                                 |
| Prešovský kraj (Eperies) | Svidník              |                         |                         | Dukla            | N i e d e r e B e s k i d e n | Krośnieński      | Podkarpackie (Karpatenvorland) |                  |                    |                                 |
| Prešovský kraj (Eperies) | Svidník              | Šarbov                  |                         | Dukla            | N i e d e r e B e s k i d e n | Krośnieński      | Podkarpackie (Karpatenvorland) |                  |                    |                                 |
| Prešovský kraj (Eperies) | Svidník              | Krajná Porúbka          |                         | Dukla            | N i e d e r e B e s k i d e n | Krośnieński      | Podkarpackie (Karpatenvorland) |                  |                    |                                 |
| Prešovský kraj (Eperies) | Svidník              | Krajná Bystrá           |                         | Dukla            | N i e d e r e B e s k i d e n | Krośnieński      | Podkarpackie (Karpatenvorland) |                  |                    |                                 |
| Prešovský kraj (Eperies) | Svidník              | Vyšný Komárnik          |                         | Dukla            | N i e d e r e B e s k i d e n | Krośnieński      | Podkarpackie (Karpatenvorland) |                  |                    |                                 |
| Prešovský kraj (Eperies) | Svidník              | Nižný Komárnik          |                         | Dukla            | N i e d e r e B e s k i d e n | Krośnieński      | Podkarpackie (Karpatenvorland) |                  |                    |                                 |
| Prešovský kraj (Eperies) | Svidník              | Jaśliska                |                         |                  | N i e d e r e B e s k i d e n | Krośnieński      | Podkarpackie (Karpatenvorland) |                  |                    |                                 |
| Prešovský kraj (Eperies) | Svidník              | Príkra                  |                         |                  | N i e d e r e B e s k i d e n | Krośnieński      | Podkarpackie (Karpatenvorland) |                  |                    |                                 |
| Prešovský kraj (Eperies) | Stropkov (Stroppkau) |                         | Vladiča                 |                  | N i e d e r e B e s k i d e n | Krośnieński      | Podkarpackie (Karpatenvorland) |                  |                    |                                 |
| Prešovský kraj (Eperies) | Medzilaborce         |                         | Čertižné                |                  | N i e d e r e B e s k i d e n | Krośnieński      | Podkarpackie (Karpatenvorland) |                  |                    |                                 |
| Prešovský kraj (Eperies) | Medzilaborce         | Habura                  |                         |                  | N i e d e r e B e s k i d e n | Krośnieński      | Podkarpackie (Karpatenvorland) |                  |                    |                                 |
| Prešovský kraj (Eperies) | Medzilaborce         | Kalinov                 |                         |                  | N i e d e r e B e s k i d e n | Krośnieński      | Podkarpackie (Karpatenvorland) |                  |                    |                                 |
| Prešovský kraj (Eperies) | Medzilaborce         |                         |                         | Komańcza         | N i e d e r e B e s k i d e n | Sanocki          | Podkarpackie (Karpatenvorland) |                  |                    |                                 |
| Prešovský kraj (Eperies) | Medzilaborce         | Medzilaborce            |                         | Komańcza         | N i e d e r e B e s k i d e n | Sanocki          | Podkarpackie (Karpatenvorland) |                  |                    |                                 |
| Prešovský kraj (Eperies) | Medzilaborce         | Palota                  |                         | Komańcza         | N i e d e r e B e s k i d e n | Sanocki          | Podkarpackie (Karpatenvorland) |                  |                    |                                 |
| Prešovský kraj (Eperies) | Medzilaborce         | Výrava                  |                         | Komańcza         | N i e d e r e B e s k i d e n | Sanocki          | Podkarpackie (Karpatenvorland) |                  |                    |                                 |
| Prešovský kraj (Eperies) | Medzilaborce         | Oľšinkov                |                         | Komańcza         | N i e d e r e B e s k i d e n | Sanocki          | Podkarpackie (Karpatenvorland) |                  |                    |                                 |
| Prešovský kraj (Eperies) | Medzilaborce         | Svetlice                |                         | Komańcza         | N i e d e r e B e s k i d e n | Sanocki          | Podkarpackie (Karpatenvorland) |                  |                    |                                 |
| Prešovský kraj (Eperies) | Humenné              |                         | Vyšná Jablonka          | Komańcza         | N i e d e r e B e s k i d e n | Sanocki          | Podkarpackie (Karpatenvorland) |                  |                    |                                 |
| Prešovský kraj (Eperies) | Snina                |                         | Osadné                  | Komańcza         | N i e d e r e B e s k i d e n | Sanocki          | Podkarpackie (Karpatenvorland) |                  |                    |                                 |
| Prešovský kraj (Eperies) | Snina                |                         | Osadné                  |                  | N i e d e r e B e s k i d e n | Cisna            | Podkarpackie (Karpatenvorland) | Leski            |                    |                                 |
| Prešovský kraj (Eperies) | Snina                | Hostovice               |                         |                  | N i e d e r e B e s k i d e n | Cisna            | Podkarpackie (Karpatenvorland) | Leski            |                    |                                 |
| Prešovský kraj (Eperies) | Snina                | Stakčín                 |                         |                  | N i e d e r e B e s k i d e n | Cisna            | Podkarpackie (Karpatenvorland) | Leski            |                    |                                 |
| Prešovský kraj (Eperies) | Snina                | Runina                  |                         |                  | N i e d e r e B e s k i d e n | Cisna            | Podkarpackie (Karpatenvorland) | Leski            |                    |                                 |
| Prešovský kraj (Eperies) | Snina                | Zboj                    |                         |                  | N i e d e r e B e s k i d e n | Cisna            | Podkarpackie (Karpatenvorland) | Leski            |                    |                                 |
| Prešovský kraj (Eperies) | Snina                | Nová Sedlica            |                         |                  | N i e d e r e B e s k i d e n | Cisna            | Podkarpackie (Karpatenvorland) | Leski            |                    |                                 |
| Prešovský kraj (Eperies) | Snina                |                         |                         | Lutowiska        | N i e d e r e B e s k i d e n | Bieszczadzki     | Podkarpackie (Karpatenvorland) |                  |                    |                                 |
| Ukraine                  |                      |                         |                         |                  |                               |                  |                                |                  |                    |                                 |

## Geschichte
Die Grenze als solche besteht in großen Teilen seit dem Mittelalter, als sie jahrhundertelang das Königreich Polen vom Königreich Ungarn trennte. In der Doppelmonarchie Österreich-Ungarn verlief sie zwischen den österreichischen Kronländern Österreichisch-Schlesien und Galizien nördlich und dem Königreich Ungarn südlich der Grenzlinie.
Nach dem Zerfall von Österreich-Ungarn war diese Grenze Gegenstand von internationalen Konflikten zwischen Polen und der Tschechoslowakei, speziell in den Gegenden von Orava und Zips. Diese konnten erst 1958 mit einem Vertrag zwischen der Volksrepublik Polen und der Tschechoslowakei beigelegt werden.

## Grenzübergänge
Siehe dazu Slowakische Grenzübergänge in die Nachbarstaaten#Polen